# TV-Turnoff Network
TV-Turnoff Network is een Amerikaanse organisatie die kinderen en volwassenen probeert te bewegen om minder televisie te kijken om daardoor meer tijd vrij te krijgen voor een gezonder leven en meer deelname in de gemeenschap. Het is een echte "grassroots" organisatie waarin veel organisaties participeren.

## TV-Turnoff Week
Jaarlijks wordt de TV-Turnoff Week georganiseerd, in 2004 voor de 10e keer. Meer dan 24 miljoen mensen hebben er tot nu toe aan meegedaan.